# Larry Playfair
Larry William Playfair (* 23. Juni 1958 in Fort St. James, British Columbia) ist ein ehemaliger kanadischer Eishockeyspieler, der in seiner aktiven Zeit von 1974 bis 1990 unter anderem für die Buffalo Sabres und Los Angeles Kings in der National Hockey League gespielt hat. Sein jüngerer Bruder Jim war ebenfalls ein professioneller Eishockeyspieler.   

## Karriere
Larry Playfair begann seine Karriere als Eishockeyspieler bei den Langley Lords, für die er von 1974 bis 1976 in der British Columbia Junior Hockey League aktiv war. Parallel kam er zu insgesamt vier Einsätzen für die Kamloops Chiefs aus der Western Canada Hockey League. In dieser blieb er anschließend und lief von 1976 bis 1978 für Kamloops Ligarivalen Portland Winter Hawks auf. Bei den Winter Hawks machte der Verteidiger mit guten Leistungen auf sich aufmerksam und wurde 1978 zunächst in das ligaweite All-Star Team gewählt, ehe er im NHL Amateur Draft 1978 in der ersten Runde als insgesamt 13. Spieler von den Buffalo Sabres ausgewählt wurde. Bei den Sabres verbrachte der Linksschütze die folgenden acht Spielzeiten, wobei er in seinem Rookiejahr hauptsächlich für das Farmteam der Sabres, die Hershey Bears aus der American Hockey League, auf dem Eis stand.
Am 30. Januar 1986 wurde Playfair zusammen mit Sean McKenna und Ken Baumgartner im Tausch für Brian Engblom und Doug Smith an die Los Angeles Kings abgegeben, bei denen er in den folgenden beiden Spielzeiten regelmäßig eingesetzt wurde, ehe er zu Beginn der Saison 1988/89 nach Buffalo zurückkehrte. Bei den Sabres beendete der Kanadier 1990 im Alter von 32 Jahren seine Karriere. Später arbeitete er unter anderem als TV-Analyst bei den Spielen seines Ex-Clubs Buffalo Sabres. Anlässlich des Heroes of Hockey Game, welches im Rahmen des NHL All-Star Games stattfand, schnürte er 2001 noch einmal die Schlittschuhe.

## Erfolge und Auszeichnungen
- 1978 WCHL First All-Star Team
- 2001 Heroes of Hockey Game